# Хел, Вим ван
Виллем (Вим) ван Хел (нидерл. Willem (Wim) van Heel; 27 сентября 1922, Гаага — 3 октября 1972, Мидделбург) — нидерландский хоккеист на траве, нападающий. Серебряный призёр летних Олимпийских игр 1952 года, бронзовый призёр летних Олимпийских игр 1948 года.

## Биография
Дик Эссер родился 27 сентября 1922 года в нидерландском городе Гаага.
Играл в хоккей на траве за ХХИС из Гааги.
В 1948 году вошёл в состав сборной Нидерландов по хоккею на траве на летних Олимпийских играх в Лондоне и завоевал бронзовую медаль. Играл на позиции нападающего, провёл 7 матчей, мячей не забивал.
В 1952 году вошёл в состав сборной Нидерландов по хоккею на траве на летних Олимпийских играх в Хельсинки и завоевал серебряную медаль. Играл на позиции нападающего, провёл 3 матча, мячей не забивал.
Умер 3 октября 1972 года в нидерландском городе Мидделбург.